# Eupogoniopsis omeimontis
Eupogoniopsis omeimontis là một loài bọ cánh cứng trong họ Cerambycidae.